# Henry Brown (hokej na travi)
Henry Joseph Brown  (? – veljača 1961.) bivši je irski hokejaš na travi. 
Osvojio je srebrno odličje na hokejaškom turniru na Olimpijskim igrama 1908. u Londonu igrajući za Irsku. 

## Vanjske poveznice
- Profil na Sports Reference.com  Arhivirana inačica izvorne stranice od 19. svibnja 2011. (Wayback Machine)